# Universal Soldier (série de films)
Pour les articles homonymes, voir Universal Soldier (homonymie).
Universal Soldier est une série de films et vidéofilms de science-fiction américano-canadienne.

## Fiche technique
Sauf indication contraire, les informations mentionnées dans cette section peuvent être confirmées par la base de données cinématographiques IMDb,  présente dans la section « Liens externes ».
|                                | Universal Soldier (1992)          | Universal Soldier 2 Frères d'armes (1999, TV) | Universal Soldier Le Combat absolu (1999) | Universal Soldier 3 Ultime vengeance (1999, TV) | Universal Soldier Régénération (2010) | Universal Soldier Le Jour du jugement (2012) |
| ------------------------------ | --------------------------------- | --------------------------------------------- | ----------------------------------------- | ----------------------------------------------- | ------------------------------------- | -------------------------------------------- |
| Titre québécois (si différent) | Unité spéciale                    |                                               | Unité spéciale: Le combat absolu          |                                                 |                                       | Universal Soldier: le jour de la vengeance   |
| Titre original                 | Universal Soldier                 | Universal Soldier II: Brothers in Arms        | Universal Soldier: The Return             | Universal Soldier III: Unfinished Business      | Universal Soldier: Regeneration       | Universal Soldier: Day of Reckoning          |
| Réalisateurs                   | Roland Emmerich                   | Jeff Woolnough                                | Mic Rodgers                               | Jeff Woolnough                                  | John Hyams                            | John Hyams                                   |
| Scénariste(s)                  | Dean Devlin                       | Peter M. Lenkov                               | William Malone                            | Peter M. Lenkov                                 | Victor Ostrovsky                      | John Hyams                                   |
| Scénariste(s)                  | Christopher Leitch                |                                               | John Fasano                               |                                                 |                                       | Doug Magnuson                                |
| Scénariste(s)                  | Richard Rothstein                 |                                               |                                           |                                                 |                                       | Jon Greenhalgh                               |
| Producteurs                    | Craig Baumgarten                  | Robert Wertheimer                             | Craig Baumgarten                          | Robert Wertheimer                               | Craig Baumgarten                      | Craig Baumgarten                             |
| Producteurs                    | Joel B. Michaels                  | Kevin Gillis                                  | Jean-Claude Van Damme                     | Kevin Gillis                                    | Moshe Diamant                         | Moshe Diamant                                |
| Producteurs                    | Allen Shapiro                     | John F.S. Laing                               | Allen Shapiro                             | John F.S. Laing                                 | Courtney Solomon                      | Courtney Solomon                             |
| Musique                        | Christopher Franke                | Ivan Doroschuk                                | Don Davis                                 |                                                 | Kris Hill                             | Wil Hendricks                                |
| Musique                        |                                   | John Kastner                                  |                                           | John Kastner                                    | Michael Krassner                      | Michael Krassner                             |
| Musique                        |                                   | Steve Pecile                                  |                                           |                                                 |                                       | Robin Vining                                 |
| Photographie                   | Karl Walter Lindenlaub            | Russ Goozee                                   | Mike Benson                               | n/a                                             | Peter Hyams                           | Yaron Levy                                   |
| Sortie                         | 10 juillet 1992                   | 27 septembre 1998                             | 20 août 1999                              | 1999 (vidéo)                                    | 2 février 2010 (vidéo)                | 30 novembre 2012                             |
| Sortie                         | 29 juillet 1992                   | 4 août 1999 (vidéo)                           | 14 juillet 1999                           | n/a                                             | 4 mai 2010 (vidéo)                    | 23 janvier 2013 (vidéo)                      |
| Durée                          | 102 minutes                       | 92 minutes                                    | 83 minutes                                | 95 minutes                                      | 97 minutes                            | 114 minutes                                  |
| Genres                         | action, thriller, science-fiction | action, thriller, science-fiction             | action, thriller, science-fiction         | action, thriller, science-fiction               | action, thriller, science-fiction     | action, thriller, science-fiction            |
| Pays d'origine                 | États-Unis                        | Canada                                        | États-Unis                                | Canada                                          | États-Unis                            | États-Unis                                   |

## Distribution
| Personnages                                             | Universal Soldier (1992) | Universal Soldier 2 Frères d'armes (1999, TV) | Universal Soldier Le Combat absolu (1999) | Universal Soldier 3 Ultime vengeance (1999, TV) | Universal Soldier Régénération (2010) | Universal Soldier Le Jour du jugement (2012) |
| ------------------------------------------------------- | ------------------------ | --------------------------------------------- | ----------------------------------------- | ----------------------------------------------- | ------------------------------------- | -------------------------------------------- |
| Luc Deveraux / GR44                                     | Jean-Claude Van Damme    | Matt Battaglia                                | Jean-Claude Van Damme                     | Matt Battaglia                                  | Jean-Claude Van Damme                 | Jean-Claude Van Damme                        |
| Andrew Scott / GR13                                     | Dolph Lundgren           | Andrew Jackson                                |                                           |                                                 | Dolph Lundgren                        | Dolph Lundgren                               |
| Veronica Roberts                                        | Ally Walker              |                                               |                                           | Chandra West                                    |                                       |                                              |
| Dr. Christopher Gregor                                  | Jerry Orbach             |                                               |                                           | Jack Duffy                                      |                                       |                                              |
| John Deveraux                                           | Rance Howard             | Aron Tager                                    |                                           | Aron Tager                                      |                                       |                                              |
| Danielle Deveraux                                       | Lilyan Chauvin           | Barbara Gordon                                |                                           |                                                 |                                       |                                              |
| Peterson / GR80                                         |                          | Eric Bryson                                   |                                           | Eric Bryson                                     |                                       |                                              |
| Mentor / directeur de la CIA / Gén. Gerald Risko / GR88 |                          | Burt Reynolds                                 |                                           | Burt Reynolds                                   |                                       |                                              |
| Dr. Walker                                              |                          | Richard McMillan                              |                                           | Richard McMillan                                |                                       |                                              |
| Eric Devereaux                                          |                          | Jeff Wincott                                  |                                           | Jeff Wincott                                    |                                       |                                              |
| Jasper                                                  |                          | James Kee                                     |                                           | James Kee                                       |                                       |                                              |
| Purser                                                  |                          | Frank McAnulty                                |                                           | Frank McAnulty                                  |                                       |                                              |
| S.E.T.H.                                                |                          |                                               | Michael Jai White                         |                                                 |                                       |                                              |
| John                                                    |                          |                                               |                                           |                                                 |                                       | Scott Adkins                                 |

## Critique
| Film                                    | Rotten Tomatoes    | Metacritic        |
| --------------------------------------- | ------------------ | ----------------- |
| Universal Soldier                       | 20% (25 critiques) |                   |
| Universal Soldier 2 : Frères d'armes    | 0% (7 critiques)   |                   |
| Universal Soldier 3 : Ultime vengeance  | 20% (5 critiques)  |                   |
| Universal Soldier : Le Combat absolu    | 6% (52 critiques)  | 24 (14 critiques) |
| Universal Soldier : Régénération        |                    |                   |
| Universal Soldier : Le Jour du jugement | 50% (44 critiques) | 58 (18 critiques) |
| Moyenne                                 | 19,2%              | 41/100            |

## Box-office
N.B. : les opus de la franchise ne sont pas tous sortis au cinéma.
| Film                                           | Box-office Mondial | Box-office - États-Unis - Canada | Box-office France | Budget       |
| ---------------------------------------------- | ------------------ | -------------------------------- | ----------------- | ------------ |
| Universal Soldier (1992)                       | 101 200 000 $      | 36 299 898 $                     | 1 538 373 entrées | 23 000 000 $ |
| Universal Soldier : Le Combat absolu (1999)    | 2 700 000 $        | 10 667 893 $                     | 136 326 entrées   | 45 000 000 $ |
| Universal Soldier : Le Jour du jugement (2012) | 369 179 $          | 5 460 $                          | non sorti         | 11 500 000 $ |